# فلورنس هاو
فلورنس روزنفيلد هاو (بالإنجليزية: Florence Howe)‏ (17 مارس 1929)، هي مؤلفة، ناشرة، باحثة أدبية ومؤرخة أمريكية، وتعتبر قائدة الحركة النسوية المعاصرة.

## الطفولة
وُلدت في بروكلين، نيويورك يوم 17 مارس 1929، لصامويل وفرانسيس ستيلي روزنفيلد. أحببت فلورنس الدراسة منذ عمر قصير، وشجعتها والدتها -التي تعمل محاسبة- لها لمتابعة مهنة التدريس.

## التعليم
سنة 1946، وبسن السادسة عشرة، دخلت هاو المدرسة الثانوية لكلية هانتر. وأصبحت أول فتاة شابة من أصل 5 أسماء اللواتي فعلن هذا. سنة 1950، حصلت على بكالوريوس في الإنجليزية، ودخلت بعدها إلى كلية سميث فحصلت على ماستر في الإنجليزية سنة 1951. سنة 1987، حصلت على دكتوراه فخرية من جامعة ديباو.

## مشوارها
درست الأطفال السود في مدرسة مفتوحة في مسيسيبي أثناء 1962 وترأست لجنة جمعية اللغة الحديثة في مركز المرأة في العمل. سنة 1967، وقعت بيان عام أعلنت فيه عزمها في رفض دفع الضرائب في احتجاج ضد حرب الولايات المتحدة على الفيتنام. أسست هاو أيضا الصحافة النسوية سنة 1970، وهي منظمة تعليمية غير ربحية تأسست للنهوض بحقوق المرأة وتضخيم صورة النساء.

## بعض كتبها
| السنة | الإسم بالعربية                                        | الإسم الأصلي                                                    | م.م.ر.إ / ر.د.م.ك    |
| ----- | ----------------------------------------------------- | --------------------------------------------------------------- | -------------------- |
| 1970  | مؤامرة الشباب                                         | The conspiracy of the young                                     | 106506               |
| 1975  | المرأة والقوة للتغيير                                 | Women and the power to change                                   | (ردمك 9780070101241) |
| 1978  | الحركة النسائية: أثر في الحرم الجامعي والمنهج الدراسي | The women's movement: impact on the campus and curriculum       | 4261912              |
| 1980  | أثر الدراسات النسائية في الحرم الجامعي والتخصصات      | The impact of women's studies on the campus and the disciplines | 6766027              |
| 1991  | تقاليد ومواهب المرأة                                  | Tradition and the talents of women                              | (ردمك 9780252016851) |
| 2011  | حياة في لحظة                                          | A life in motion                                                | (ردمك 9781558616974) |